# Псырцха (платформа)
Псы́рцха (абх. Ԥсырӡха, в переводе на русский: пихтовый родник; груз. ფსირცხა) — остановочный пункт Абхазской железной дороги. Расположен на электрифицированном участке Цкуара — Новый Афон в городе Новый Афон в Абхазии.
По состоянию на лето 2025 года поезда дальнего следования проследуют через платформу без остановки. С 1 мая 2025 года на платформе два раза в день делает одноминутную остановку  электропоезд «Диоскурия» Сухум - Имеретинский курорт (Олимпийский парк).

## Описание
Платформа построена на левом берегу водохранилища реки Псырцхи, образованного плотиной Новоафонской ГЭС, на небольшом перегоне между мостом через реку (в сторону Псоу) и тоннелем (в сторону Сухума). За мостом начинается другой тоннель. В верхней части порталов тоннелей расположены машинные отделения, где находятся установки принудительной вентиляции тоннелей, а наружу выходит два окна. Возле порталов обоих тоннелей расположены караульные посты.
Станция имеет три подхода — пешеходную тропу вдоль берега водохранилища к ГЭС и улице Эшбы; пешеходный мост через Псырцху к автостоянке, соединённой автомобильным тоннелем с улицей Ладарии; пешеходную тропу к келье Симона Кананита.
Павильон остановочного пункта построен нависающим над водохранилищем. В советское время в беседке была расположена билетная касса.

## История
Остановочный пункт был открыт в 1944 году под названием Дача. В 1951 году платформа получила грузинское название — Агараки. В 1967 году станция была переименована по названию протекающей здесь реки — Псырцха. В 1952—1954 годах железнодорожная платформа приобрела современный вид с круглым остановочным павильоном, который в силу ограниченности пространства живописно врезается в русло реки. Автор проекта — архитектор Георгий Лежава. Павильон характеризуется хорошей прорисовкой, его удачные формы сливаются с окружением.
В 1992 году во время грузино-абхазской войны вентиляционные установки были отключены и с тех пор не работают. Движение поездов в связи с боевыми действиями было прекращено и возобновилось только к концу 1993 года. С 1993 по 2002 год на платформе останавливался электропоезд сообщением Сухум — Псоу, в декабре 2002 он был продлён до Адлера. В 2006 году он был сокращён до Гудауты и курсировал так до 2008 года, когда движение прекратилось. В 2009 году на период курортного сезона движение восстанавливалось. После, в 2009 году остановочный пункт был закрыт.
В 2023 году абхазские инвесторы приступили к восстановлению инфраструктуры остановочного пункта.
1 мая 2025 года по станции возобновилось движение электричек. Электропоезд ЭП2ДМ курсирует ежедневно 2 раза в день по маршруту Сухум - Имеретинский Курорт (Сириус). Электропоезду присвоено коммерческое название «Диоскурия». Поезд имеет номер №925/926 и 929/930, билеты на него продаются с указанием мест (так как формально это поезд дальнего следования). Стоимость проезда по всему маршруту 356 рублей, время в пути 3 часа 35 минут. На территории Абхазии электропоезд делает 9 остановок. На платформе электропоезд делает одноминутную остановку.

## Галерея

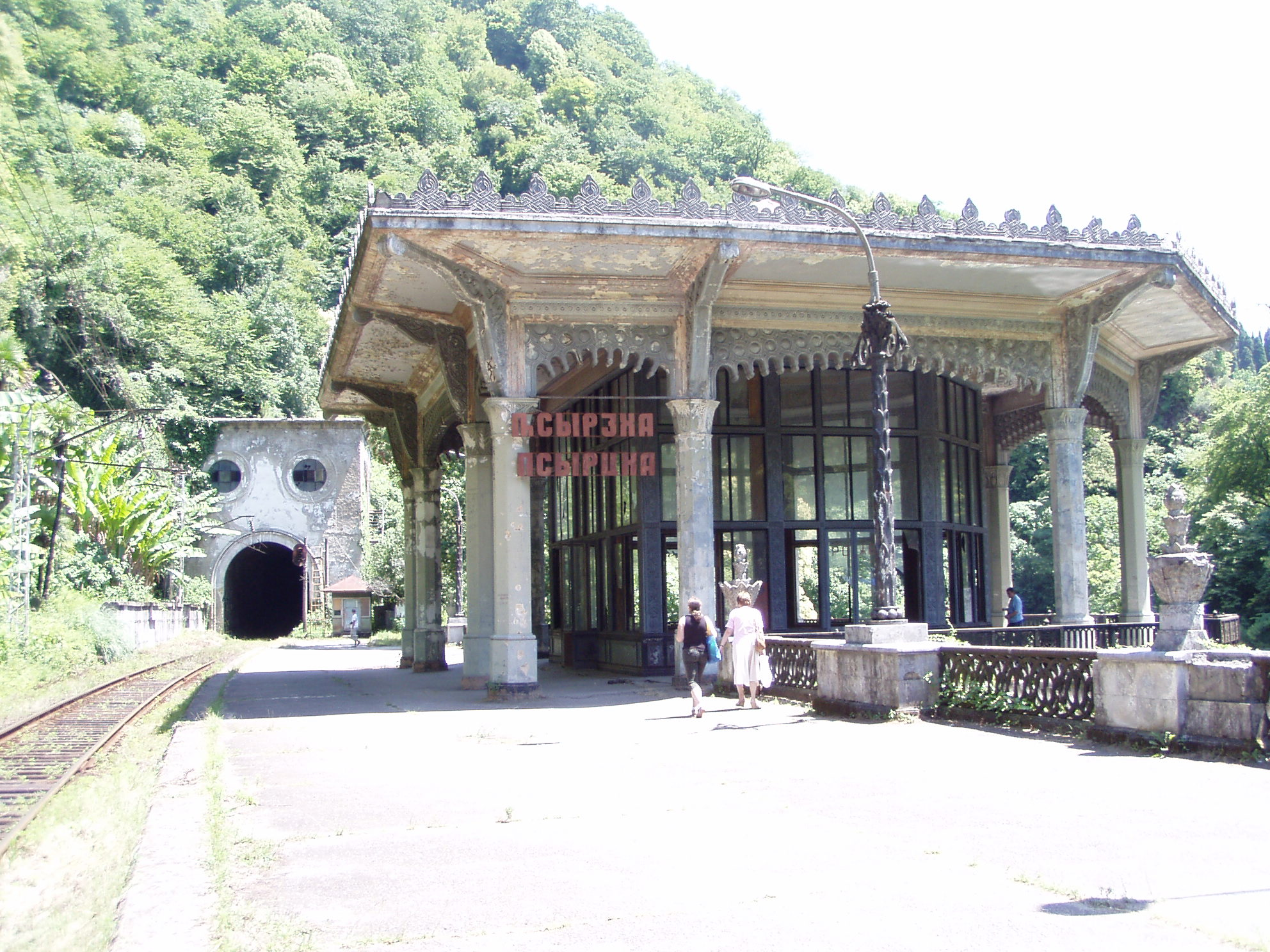
Павильон со стороны  железнодорожного пути
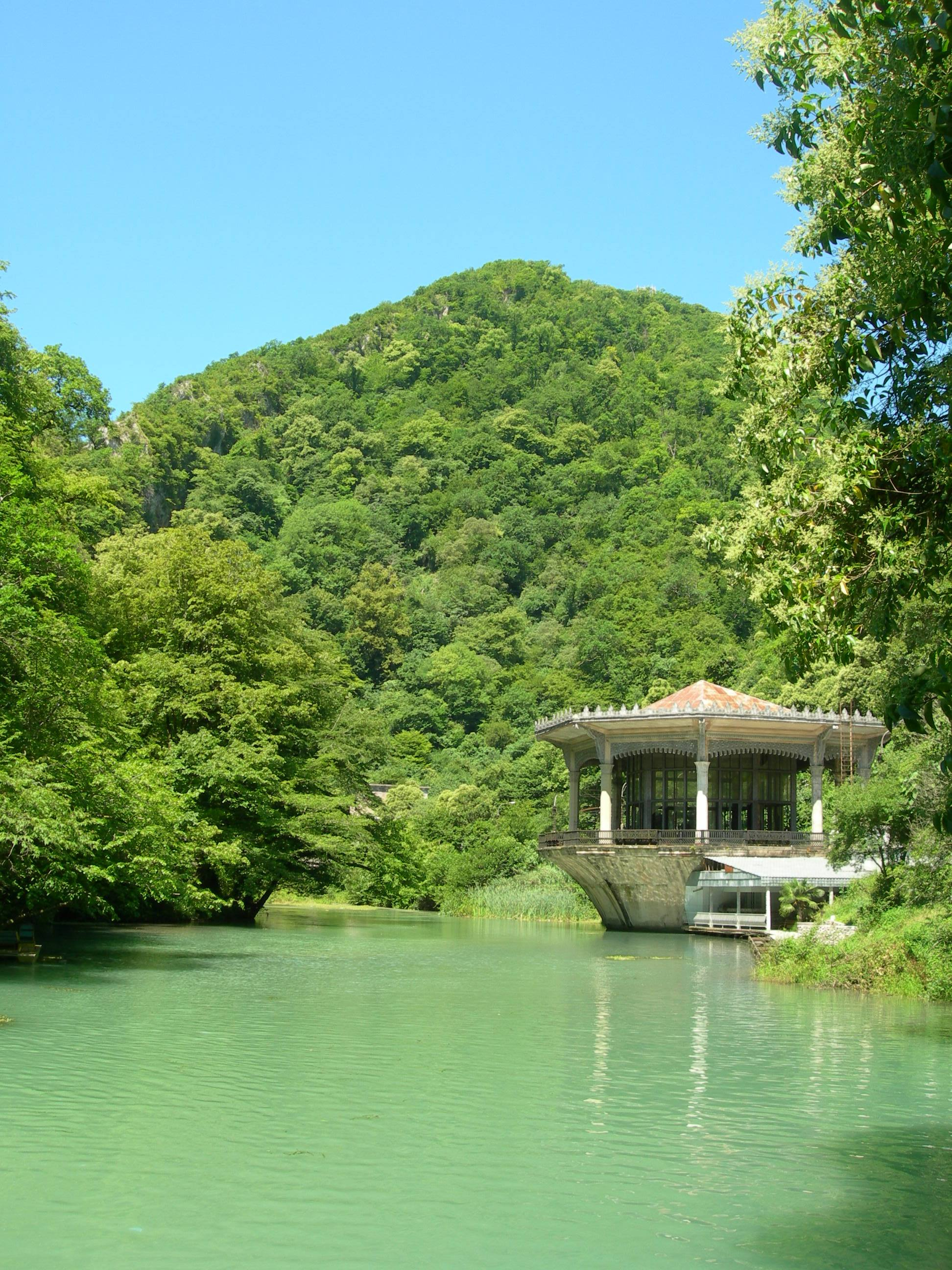
Павильон со стороны реки
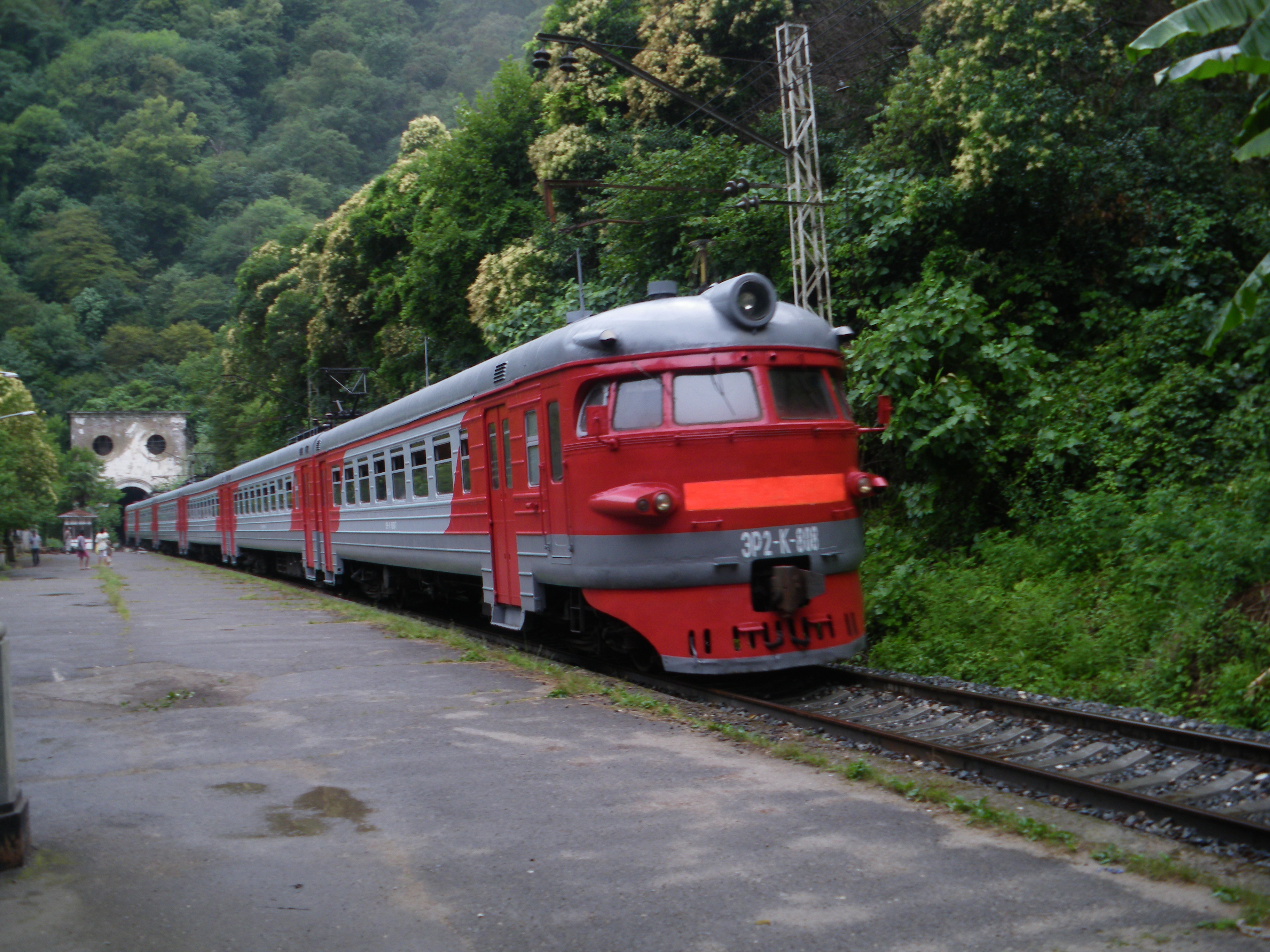
Проходящий электропоезд
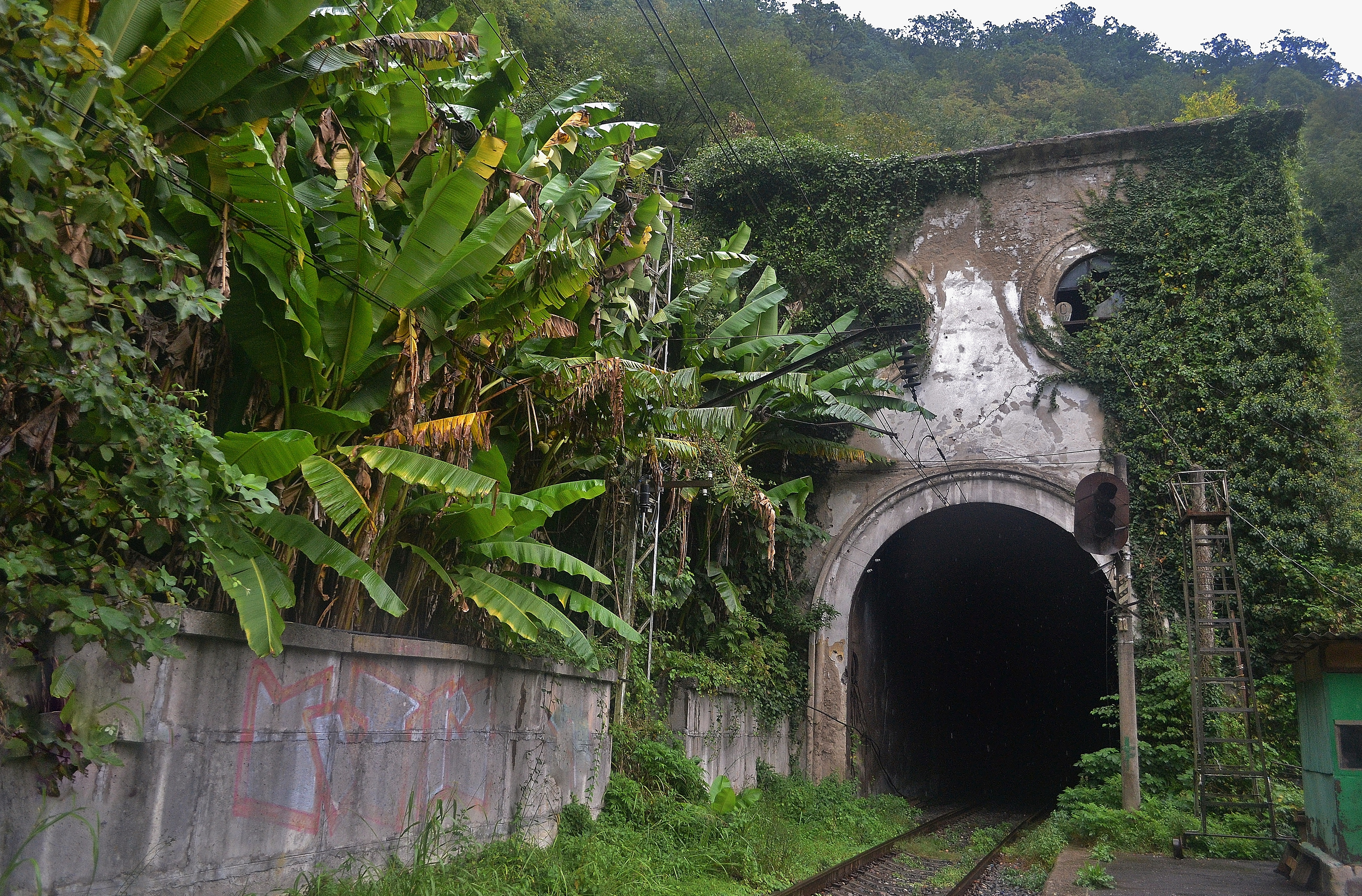
Портал восточного тоннеля